# Vidko
Vidko je moško osebno ime.

## Izvor imena
Ime Vidko je različica moškega osebnega imena Vid.

## Pogostost imena
Po podatkih Statističnega urada Republike Slovenije je bilo na dan 31. decembra 2007 v Sloveniji število moških oseb z imenom Vidko: 32.

## Osebni praznik
Osebe z imenom Vidko lahko godujejo skupaj z Vidi oziroma Vitomiri.